# Une équipe de rêve
« Next Goal Wins » redirige ici.  Pour le film, voir Une équipe de rêve (film, 2023).
Pour plus de détails, voir Fiche technique et Distribution.
Une équipe de rêve est un film documentaire britannique réalisé par Mike Brett et Steve Jamison et sorti en 2014. 
Le film reçoit le prix du meilleur documentaire à la 17e cérémonie des British Independent Film Awards. Il raconte l'histoire de l'équipe des Samoa américaines de football, leur défaite face à l'Australie en 2001, la plus large défaite lors d'un match international de football (31-0), la reprise en main par l'entraîneur néerlandais Thomas Rongen et les qualifications pour la Coupe du monde 2014,.

## Fiche technique
- Réalisation : Mike Brett et Steve Jamison
- Musique : Roger Goula

## Production
Jusqu'en 2011, l'équipe des Samoas américaines refuse systématiquement les propositions de film sur leur équipe. Cependant, Mike Brett et Steve Jamison, les deux réalisateurs, parviennent à les convaincre après de longues discussions qu'ils ne souhaitent pas se moquer d'eux, mais montrer les raisons pour lesquelles les membres d'une équipe ayant perdu tous ses matches continuent à jouer. À cette époque, il leur est impossible de savoir que l'équipe des Samoa américaines remporterait sa première victoire pendant le tournage.

## Accueil
Next Goal Wins reçoit un accueil enthousiaste à sa projection à différents festivals et obtient 100 % d'avis positifs sur une base de 29 critiques sur Rotten Tomatoes.

## Distinctions
Next Goal Wins reçoit le prix du meilleur documentaire à la 17e cérémonie des British Independent Film Awards.

## Adaptation au cinéma
En 2023 sort une adaptation en long métrage, Une équipe de rêve, réalisée par Taika Waititi.